# مادية

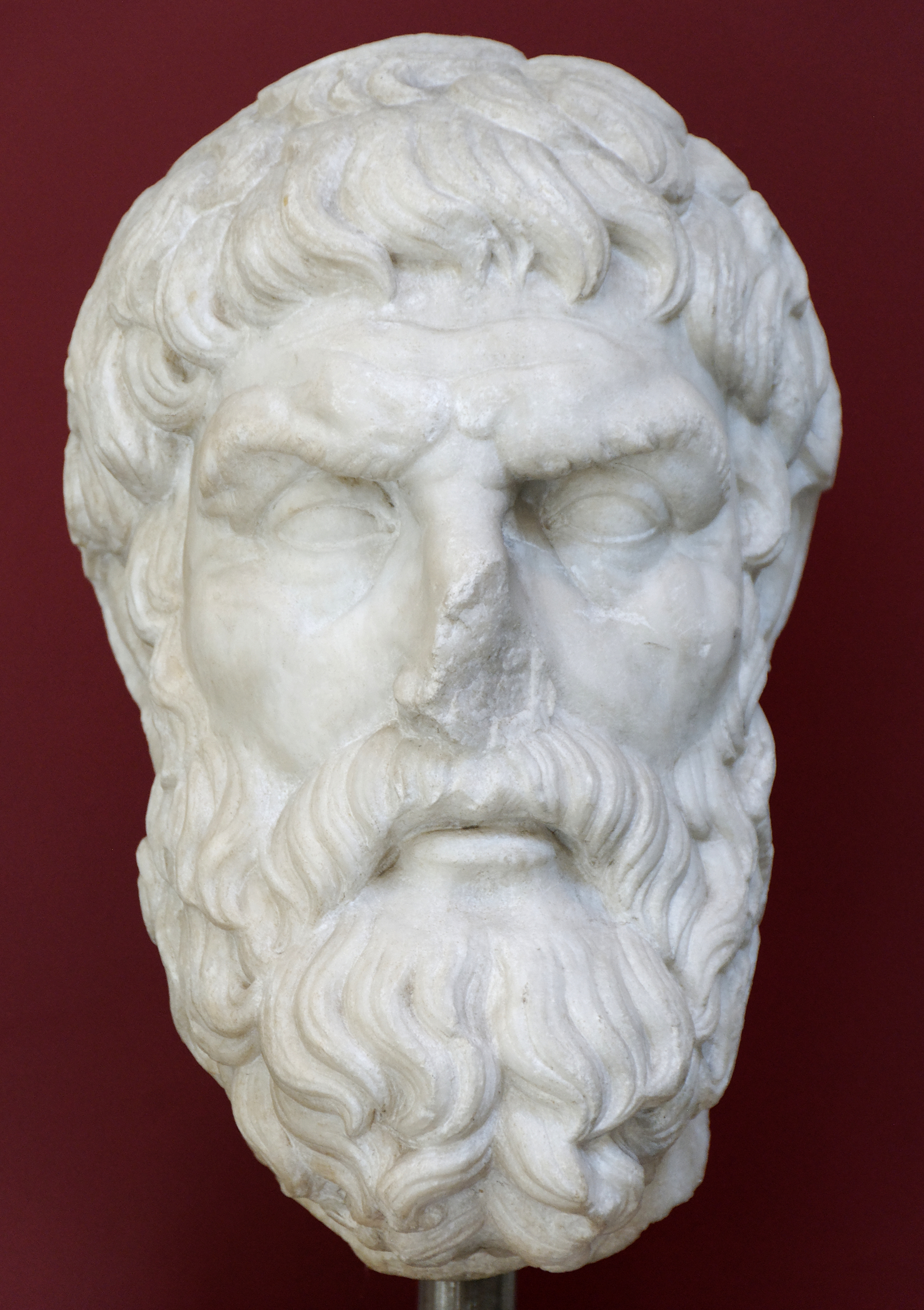

## تعريف المادية:

### المادية لغة:
يظهر بعد استقراء المعاجم أن لفظ المادية بهذه الصيغة والبنية لم يكن مستعملا أو لم يشتهر استعماله فلم يذكروه؛ فلذلك سنكتفي هنا بذكر معنى جذره (مدَّ) وجذعه المنسوبة له (مادّة).
فأما جذره فهو: "الْمَادِّيَّة : كلمة أصلها الاسم (مَادَّةٌ) في صورة مفرد مؤنث وجذرها (مدد) وجذعها (مادة) وتحليلها (ال + ماد + ية). انظر معنى مَادَّةٌ".
قال ابن فارس في مقاييس اللغة في دلالة جذره (مدد):
" (مَدَّ) الْمِيمُ وَالدَّالُ أَصْلٌ وَاحِدٌ يَدُلُّ عَلَى جَرِّ شَيْءٍ فِي طُولٍ، وَاتِّصَالِ شَيْءٍ بِشَيْءٍ فِي اسْتِطَالَةٍ "
وأما جذعها (مادّة):
" مادَّةُ: الزيادَةُ المُتَّصِلَةُ" " المَدُّ : الجَذْب والمَطْلُ... والمادَّةُ : الزيادة المتصلة .... ومادَّةُ الشيء: ما يمدُّه، دخلت فيه الهاء للمبالغة ...والمادَّة : كل شيء يكون مَدَداً لغيره".
ولخص ذلك الجرجاني بقوله: " مادة الشيء: هي التي يحصل الشيء معها بالقوة، وقيل: المادة: الزيادة المتصلة"

### المادية في الاصطلاح:
تم تعريفها بتعريفات متعدد بحسب المعنى المنظور إليه منها كونها شاملة ومتعددة الاستخدامات والجهات، وأجمع من عرفها هو معجم اللغة العربية المعاصر فسأكتفي بالنقل عنه:
"مادِّيّ [مفرد]:
١ - اسم منسوب إلى مادّة ومادِّيَّة: وهو مقابل للرُّوحيّ أو المعنويّ "اعتبارات مادِّيّة- مذهب مادّيّ- أدبيًّا وماديًّا- تتجاذب الإنسان نزعات ماديِّة وأخرى روحيّة" ° غير مادِّيّ: بلا جسد أو جسم أو شكل أو مادّة.
٢ - من يقول بأنّه لا يُوجد إلاّ المادّة، الذي يُرجع كلّ شيء إلى المادّة، صاحب النظرة المادّيّة للأمور "فيلسوف مادّي""
ويفسر في المصطلحات السياسية بـ" مادية: إعطاء قيمة قصوى للحصول على الثروة ومواد الاستهلاك وإغفال القيم الروحية والأخلاقية. وتعني المادية في الفلسفة مبدأ يصف المادة على أنها الواقع الوحيد وأن العقل والمشاعر جزء من المادة ويمكن تفسيرها ماديا"
المادية هي نوع من الفلسفة الأحادية تتبنى أن المادة هي المكون الأساسي للطبيعة، وأن كل الأشياء، بما فيها الجوانب العقلانية كالوعي، هي نتاج لتفاعلات مادية.
تعتبر الفلسفة المثالية كلا من العقل والوعي حقائق من الدرجة الأولى، ولهما تخضع المادة التي تعتبر بدورها حقيقة من الدرجة الثانية. لكن في الفلسفة المادية يكون الامر بالعكس. فهنا، يعتبر العقل والوعي منتج ثانوي أو ظاهرة مصاحبة للعمليات المادية (الكيمياء الحيوية للدماغ والجهاز العصبي على سبيل المثال) التي من دونها لن يتواجد أي منهما. إذ وفقا لهذه الفلسفة، الماديات هي من تخلق وتحدد الوعي، وليس العكس.
تنقسم النظريات المادية في عمومها إلى ثلاثة مجموعات. المادية البسيطة تحدد العالم بعناصر محددة (مثل العناصر الأربعة –نار، هواء، ماء، وتراب– التي ابتكرها فيلسوف ما قبل سقراط إميمبيدوكليس). المادية الميتافيزيقية تفحص مكونات العالم المنفصلة والمنعزلة. والمادية الجدلية تتبنى الجدلية الهيغلية للمادية، وتفحص علاقة مكونات العالم ذات الطبيعة الديناميكية ببعضها البعض.
تربط المادية علاقة قرابة مع الفيزيائية، وهي الرأي القائل بأن كل ما هو موجود هو في النهاية فيزيائي. تطورت الفيزيائية الفلسفية عن المادية مع اكتشاف العلوم الفيزيائية لتندمج مع المزيد من المفاهيم المطورة حول الفيزيائية بحيث لا تدمج معها المفاهيم غير المعتادة، مثل الزمكان، الطاقات الفيزيائية والقوى، المادة المظلمة، وغيرها. ومن هنا فإن مصطلح الفيزيائية مفضل عن المادية لدى البعض، والبعض الآخر يستخدمون المصطلحين وكأنهما واحد.
الفلسفات المعارضة للمادية أو الفيزيائية تتضمن المثالية، التعددية، الثنائية، وبعض الأشكال الأخرى من الوحدوية.

## نظرة عامة
تنتمي المادية إلى فئة الأنطولوجيا الأحادية. وهي بذلك تختلف عن النظريات الأنطولوجية المبنية على الثنائية والتعددية. وتعارض المادية الفلسفة المثالية، الوحدوية المتعادلة، والروحانية في التفسيرات الأحادية للظواهر الواقعية.
رغم العدد الكبير من المدارس الفلسفية والفروق الدقيقة بين كثير منها، فيقال أن الفلسفات جميعها تقع تحت تصنيفين رئيسيين متعارضين: المثالية والمادية. والافتراض الأساسي لهذين التصنيفين يتعلق بطبيعة الواقع، والفرق الجوهري بينهما هو الكيفية التي يجيب بها كل منهما عن الأسئلة الأولية: «مم يتكون الواقع؟» و «ما هو منشأ الواقع؟» بالنسبة للمثاليين، فالروح أو العقل أو خصائص العقل (الأفكار) هي الأساس، والمادة تابع لهم. وبالنسبة للماديين، المادة هي الأساس، والمادة أو الروح أو الأفكار هي التابع الذي ينشأ عن فعل المادة تجاه المادة.
ربما يكمن الفهم الأفضل للمادية في تعارضها مع الفلسفات اللامادية التي طبقت تاريخيا على العقل، واشتهر بذلك رينيه ديكارت. ومع ذلك، فالمادية نفسها لا تخبرنا بشيء حول ما يجب علينا فعلها لتصنيف الأشياء المادية. وعمليا، تتمثل المادية عادة في جانب واحد من الفيزيائية.
ترتبط المادية عادة بالاختزالية، والتي وفقا لها فإن الأشياء أو الظواهر إذا كانت حقيقية فإنها يجب أن تقبل التفسير على مستوى أكثر اختزالا من مستواها الذي تنفرد به. لكن المادية اللاختزالية ترفض هذا المفهوم صراحة، ومع ذلك فهي تحاول صنع اتساق بين المكونات المادية لكل الأشياء مع وجود خصائص أو ظواهر حقيقية لا تقبل التفسير على نفس النحو الذي تفسَّر به المكونات المادية البسيطة. يجادل جيري فودور جدالا مؤثرا لصالح هذه النظرة، فبالنسبة له فإن القوانين التجريبية وتفسيرات العلوم الخاصة كعلم النفس أو الجيولوجيا تختفي عند النظر إليها من زاوية الفيزياء. وقد تم تأليف الكثير من المؤلفات المؤثرة بناء على العلاقات التي تربط وجهات النظر هذه ببعضها البعض.
يوسع الفلاسفة الماديون الحداثيون تعريف الظواهر الملاحظة علميا كالطاقة، القوى، وانحناء الفضاء. لكن فلاسفة مثل ماري ميدغلي ترى أن مفهوم «المادة» مراوغ وذو تعريف ضعيف.
تعارض المادية بشكل مباشر مع الثنائية، الظاهراتية، المثالية، الحيوية، والوحودية ثنائية الجوانب. ويمكن ربط المادية، ببعض الطرق، بمفهوم الحتمية الذي يتبناه التنويريون.
خلال القرن التاسع عشر، وسع كارل ماركس وفريدريك إنغلز من مفهوم المادية لإصدار مفهوم مادي للتاريخ متمحور بشكل أساسي حول عالم النشاط البشري التجريبي (بما في ذلك العمل)، والمؤسسات التي نشأت، أعيد إنشاؤها، أو دمرت بفعل ذلك النشاط (انظر إلى المادية التاريخية). لاحقا، قام الماركسيون من أمثال فلاديمير لينين وليون تروتسكي بتطوير مفهوم المادية الجدلية الذي حدد فيما بعد معالم الفلسفة الماركسية ومنهجها.

## تاريخ

### العصر المحوري
تطورت المادية، ربما بشكل مستقل، في العديد من المناطق الجغرافية المنفصلة من أورآسيا خلال ما يسميه كارل ياسبرس العصر المحوري (ما بين 800 – 200 قبل الميلاد).
تطورت المادية في الفلسفة الهندية القديمة قرب العام 600 قبل الميلاد، وذلك بجهود أجيتا كيساكامبالي، باياسي، كانادا، ومؤيدو مدرسة شارفاكا للفلسفة. أصبح كانادا واحدا من أوائل مؤيدي الذرية. وقد طورت مدرسة نايا – فايسيسيكا واحدا من أول أشكال مفهوم الذرية، إلا أن براهينهم عن الإله، وافتراضهم أن الوعي ليس ماديا، يعيق تصنيفهم كماديين. وقد تمسكت كل من البوذية الذرية والمدرسة الجاينية بالفلسفة الذرية.
يسبق الذريون من قدماء الإغريق كليوكيبوس، ديمقريطس، وإبيقور الماديين اللاحقين. فالقصيدة اللاتينية «في طبيعة الأشياء» (99 – 55 قبل الميلاد) تعكس الفلسفة الميكانيكية لديموقريطوس وإبيقور. وفقا لهذه النظرة، فإن كل ما هو موجود مادة وفراغ، وكل الظواهر تنشأ عن حركات مختلفة وتجمعات لجسيمات أساسية مادية تسمى «الذرات» (حرفيا: التي لا تقبل التجزئة). تقدم القصيدة تفسيرات ميكانيكية لظواهر مثل التآكل، التبخر، الرياح، والصوت. والمبدأ الشهير القائل بأن الجسم لا يلامسه إلا جسم ظهر لأول مرة في أعمال ليوكريتوس. لكن رغم ذلك، لم يتمسك ديموقريطوس وإبيقور بأنطولوجيا وحدوية، حيث تبنى كل منهما انفصالا أنطولوجيا للمادة والفضاء، أي أنهما اعتبرا الفضاء من جنس آخر، مما يوضح أن مفهوم المادية أكبر مما تصفه هذه المقالة.

### الحقبة العامة
كان وانغ تشونغ (27 – 100م) مفكرا صينيا في بداية الحقبة العامة، ويقال أنه فيلسوف مادي.
لاحقا، فند الفيلسوف المادي الهندي جياراسي باتا (القرن السادس) في مؤلفه «المزعج من جميع المبادئ» أبستمولوجيا نيايا سوترا. يبدو أن الفلسفة المادية لمدرسة شارفاكا اندثرت في وقت ما بعد العام 1400. فعندما ألف مادهافشاريا «خلاصة جميع الفلسفات» في القرن الرابع عشر، لم يجد أي نصوص ليقتبسها عن شارفاكا أو لوكاياتا أو ليشير إليها.
في مطلع القرن الثاني عشر بالأندلس، كتب الفيسلوف العربي ابن طفيل محاورات عن المادية في روايته الفلسفية «حي بن يقظان»، وأنذر بشكل مبهم بفكرة المادية التاريخية.

### الفلسفة الحديثة
مثل كل من توماس هوبز (1588 – 1679) وبيير جاسندي (1592 – 1665) الفلسفة المادية في وجه محاولات رينيه ديكارت تقديم العلوم الطبيعية على أسس ثنائية. وتبعهم بعد ذلك المادي والملحد جان ميسلير (1664 – 1729)، المادي الفرنسي جولين أوفراي، الألماني الفرنسي بارون دي هولباخ (1723 – 1789)، دينس ديديروت (1713 – 1784)، وغيرهم من المفكرين التنويريين الفرنسيين. وفي إنجلترا، أصر الفيلسوف جون ستيورت (1747 – 1882) على رؤية المادة التي وهبها بعدا أخلاقيا على أن لها تأثيرا كبيرا على فلسفة ويليام وردزورث (1770 – 1850).
وفي الفلسفة الحديثة المتأخرة، لوح المادي الجدلي الألماني والأثروبولوجي الملحد لودفيغ فيورباخ بتحول جديد في المادية في كتابه «جوهر المسيحية» (1841)، فقد قدم حسابا إنسانويا للدين بوصفه إسقاط خارجي لطبيعة الإنسان الداخلية.
تطورت مدرسة أخرى للفكر الطبيعاني في منتصف القرن التاسع عشر، وهي الألمانية المادية، ومن أعضائها لودفيغ بوشنر، يعقوب موليشوت، وكارل فوغت.
كان لمادية فيورباخ تأثير كبير على كارل ماركس، والذي بدوره فصل مفهوم المادية التاريخية في أواخر القرن التاسع عشر، وهو ما كان أساسا للاشتراكية العلمية لدى ماركس وإنغلز:
في وقت لاحق، أوجز فلاديمير لينين الفلسفة المادية في كتابه «المادية والنقد التجريبي»، وربط بين المفاهيم السياسية لخصومه والفلسفات الضد-مادية. وقد حاول لينين في كتابه أن يجيب على أسئلة تتعلق بالمادة، التجربة، الحس، الفضاء والزمان، السببية، والحرية.

### الفلسفة المعاصرة

#### الفلسفة القارية
حاول الفيلسوف القاري المعاصر جيل دولوز أن يدعم ويعيد صياغة الأفكار المادية الكلاسيكية.
```
وقد تم تصنيف المنظرين المعاصرين، مثل مانويل ديلاندا، الذين يعملون وفق هذه المادية المعاد تنشيطها، كماديين جدد في معتقدهم.
[
16
]
 أصبحت المادية الجديدة الآن فرعا مستقلا من المعرفة، ولها مساقات تدرس في كبرى الجامعات، ويعقد لها الكثير من المؤتمرات، وتؤلف فيها الكتب والدراسات. في كتابه «المادة النابضة بالحياة»، كان لجين بينيت دور فعال في جلب نظريات الأنطولوجيا الوحدوية والمذهب الحيوي إلى المذهب النظري المحكوم بنظريات البعد بنيويين عن اللغة والتواصل.
[
17
]
 لكن أكاديميين مثل ميل شين وزكية إيمان جاكسون انتقدوا بنية المادية الجديدة هذه لتجاهلها مادية العرق والجنس على وجه الخصوص.
[
18
]
 وتساءل أكاديميون مثل هيلين فوسترس حول ما إذا كان هناك أي «جديد» بخصوص ما يسمى «المادية الجديدة»، فقد نادى أنطولوجيون آخرون سابقون بما يمكن أن يسمى «حيوية المادة» طوال قرون.
[
19
]
[
20
]
```

### الفلسفة التحليلية
يعمل الفلاسفة التحليليون المعاصرون –كدانيل دانيت، ويلارد فان أورمان كواين، دونلاد ديفيدسون، وجيري فودور– وفق إطار فيزيائي ومادي علمي عريض، وقدموا تفسيرات منافسة حول الطريقة المثلى للتوافق مع العقل، بما في ذلك الوظائفية، الأحادية الشاذة، ونظرية الهوية، وغيرها.

## اقرأ أيضاً
- مادية جدلية
- نظرية هوية العقل